# Твердиш
Тверди́ш (рос. Твердыш) — селище у складі Каргапольського району Курганської області, Росія. Адміністративний центр Твердиської сільської ради.
Населення — 291 особа (2010, 341 у 2002).
Національний склад населення станом на 2002 рік: росіяни — 98 %.